# Ichirō Hosotani
Ichirō Hosotani (jap. 細谷 一郎 Hosotani Ichirō; ur. 21 stycznia 1946) – były japoński piłkarz, reprezentant kraju.

## Kariera klubowa
Od 1969 do 1978 roku występował w klubie Mitsubishi Motors.

## Kariera reprezentacyjna
W reprezentacji Japonii zadebiutował w 1978. W sumie w reprezentacji wystąpił w 4 spotkaniach.

## Statystyki
| Reprezentacja Japonii | Reprezentacja Japonii | Reprezentacja Japonii |
| Rok                   | Mecze                 | Gole                  |
| --------------------- | --------------------- | --------------------- |
| 1978                  | 4                     | 1                     |
| Razem                 | 4                     | 1                     |